# اولتران

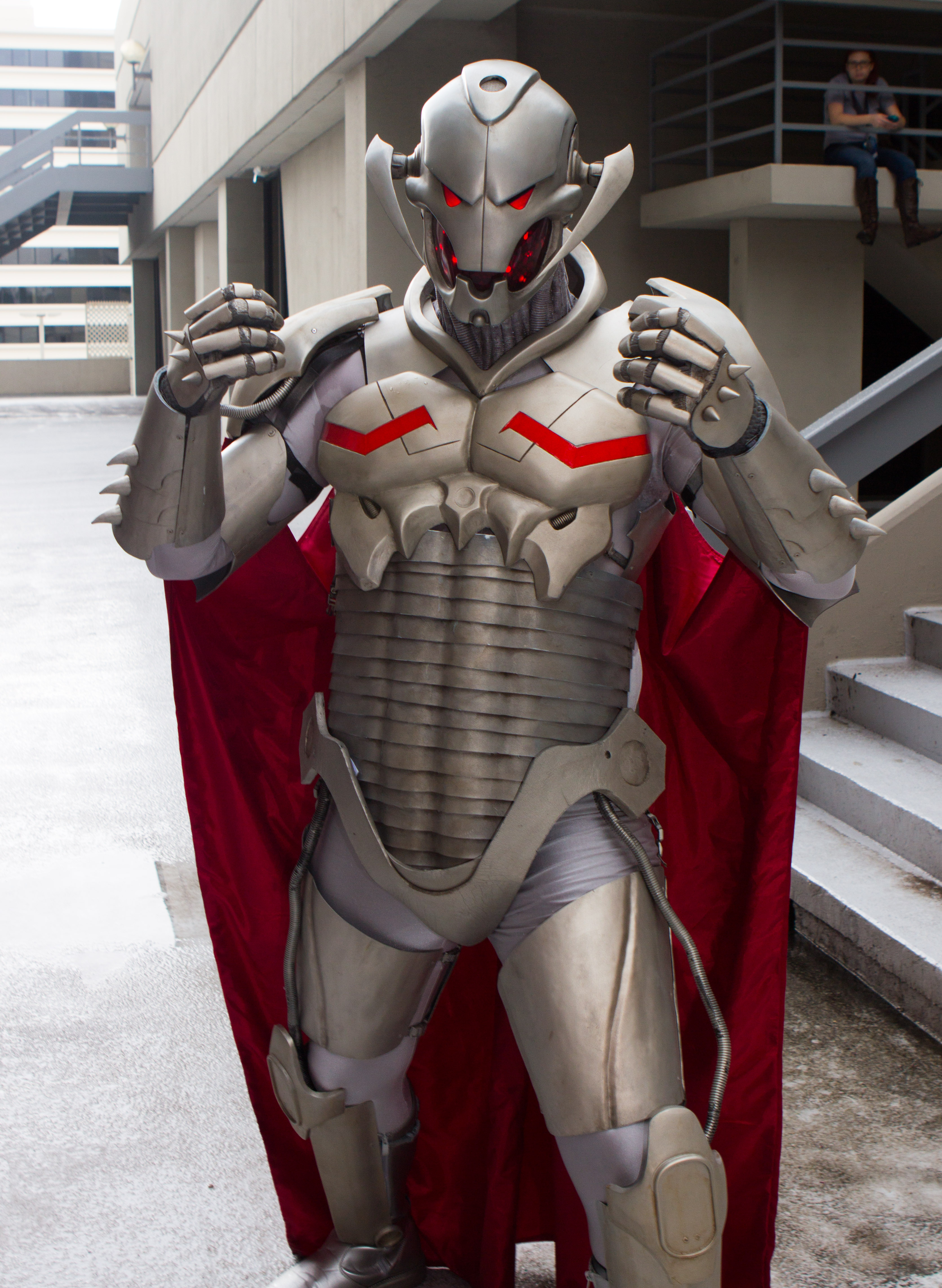
Cosplay Ultron Dragon Con

التران (به انگلیسی: Ultron) یک شخصیت خیالی ابرشرور در کتاب‌های کامیک منتشر شده توسط مارول کامیکس است. او بیشتر به عنوان دشمن گروه انتقام‌جویان شناخته شده‌است و دارای رابطه‌ای شبیه به خانوادگی با چندین عضو گروهش، به ویژه خالق خود هنک پیم دارد. این شخصیت به وسیلهٔ روی توماس و جان بوسما خلق شده و در انتقام‌جویان شمارهٔ ۵۴ام (ژوئیه ۱۹۶۸) برای اولین بار معرفی شد.
از این شخصیت در چندین محصول مارول از جمله انیمشین، بازی کامپیوتری و آرکید، فیلم، مجموعه تلویزیونی، اسباب‌بازی و کارت بازی استفاده شده‌است.
جیمز اسپیدر نقش این شخصیت را در فیلم سینمایی انتقام‌جویان: عصر اولتران (۲۰۱۵) بازی کرده‌است.